# 4653 Tommaso
4653 Tommaso este un asteroid din centura principală, descoperit pe 1 aprilie 1976 de Nikolai Cernîh.